# NGC 4674
NGC 4674 (другие обозначения — MCG -1-33-5, PGC 43050) — галактика в созвездии Дева.
Этот объект входит в число перечисленных в оригинальной редакции «Нового общего каталога».
В галактике вспыхнула сверхновая SN 1907A, её пиковая видимая звездная величина составила 13,5.